# Munsalas kommunvapen

Munsalas kommunvapen.

Munsalas kommunvapen byggde på ett idéförslag av högstadielektorn Lars Pensar, vilket heraldiskt utformats av Gustaf von Numers. Det godkändes av kommunalfullmäktige den 16 mars 1965. Vapnet blev inofficiell vapensköld 1975, då Munsala slogs samman med Nykarleby stad, Nykarleby landskommun samt Jeppo.
Blasoneringen lyder: "I blått fält en sänkt bjälke av guld och däröver två flygande svanar i silver. I vapnet symboliserar svanarna emigration och fjärrlängtan, den guldfärgade balken sädesfält, samt den blåa bakgrunden med det vita strecket havet med vitbrämade vågor."